# Havraníky
Havraníky är en ort i Tjeckien.   Den ligger i regionen Södra Mähren, i den sydöstra delen av landet, 180 km sydost om huvudstaden Prag. Havraníky ligger 295 meter över havet och antalet invånare är 328.
Terrängen runt Havraníky är platt åt nordost, men åt sydväst är den kuperad. Runt Havraníky är det ganska glesbefolkat, med 48 invånare per kvadratkilometer. Närmaste större samhälle är Znojmo, 5,7 km nordost om Havraníky. Trakten runt Havraníky består till största delen av jordbruksmark.